# Glaréole à collier
Glareola pratincola
Espèce
Statut de conservation UICN

 LC  : Préoccupation mineure
La Glaréole à collier (Glareola pratincola) est une espèce d'oiseaux limicoles de la famille des Glareolidae.

## Identification

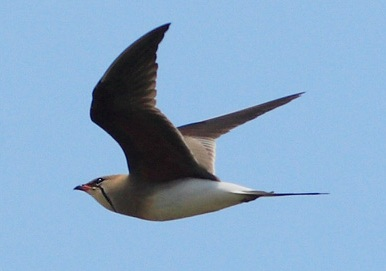
Glaréole à collier en vol.

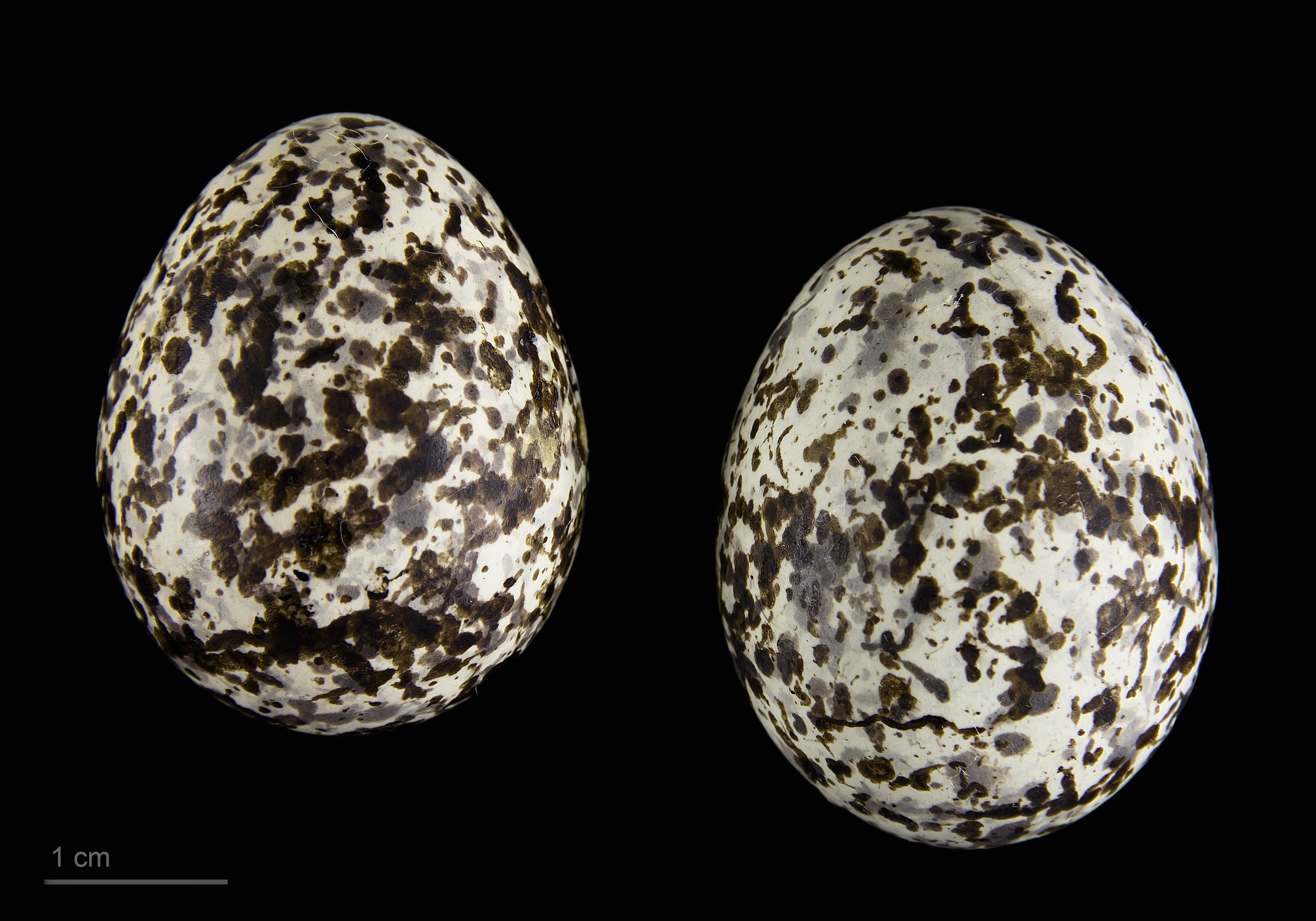
Œufs de Glareola pratincola pratincola - Muséum de Toulouse.

Cet oiseau a la taille et la silhouette d'une petite mouette ou d'une sterne mais un bec court.
Il est difficile à différencier de la Glaréole à ailes noires : il se distingue cependant par la présence d'une bordure blanche à l'arrière des ailes et aussi le dessous des ailes brun roux à la base (visibles dans de bonnes conditions).

## Habitat et répartition
Ces oiseaux vivent en Europe, en Afrique et en Asie centrale ; ils hivernent en Afrique subsaharienne.
Ils vivent dans les endroits dégagés, prairies, steppes, deltas asséchés souvent près de l'eau et se nourrissant d'insectes attrapés en vol ou glanés au sol (parfois dans les cultures humaines).

## Taxinomie
D'après la classification de référence (version 14.1, 2024) de l'Union internationale des ornithologues, la Glaréole à collier possède 2 sous-espèces (ordre philogénique) :
- Glareola pratincola pratincola (Linnaeus, 1766) ;
- Glareola pratincola fuelleborni Neumann, 1910.

Pour l'Union internationale des ornithologues, Glareola pratincola riparia Clancey, 1979 et Glareola pratincola erlangeri Neumann, 1920 sont des sous-populations de Glareola pratincola fuelleborni Neumann, 1910.